# Ашина Бучжень
Ашина Бучжень (д/н—667) — напівнезалежний (автономний) східний каган Західнотюркського каганату в 657—667 роках.

## Життєпис
Походив з династії Ашина. Про батьків відсутні якійсь відомості. Був небожем Бйорі-шада. У 632—639 роках брав участь у війнах проти племен дулу. Але з 650 року позбавився танської залежності. Тривалий час вірно служив Халлиг Ишбара-Ябгу-кагану. 656 року після низки поразок останнього підкорився танському імператору Лі Чжи.
657 року після перемоги над каганом отримав від імператора титул нушібі-хана й владу над племенами нушібі. Його володіння отримали статус своєрідної автономії (джімі), а він сам титул цзіванджуе-кагана (каган, що продовжив те, що закінчилося). 659 року спільно з Міше-шадом, правителем іншої частини каганату, здійснив кампанію проти Дженджу-шада, що набирав силу в Тохаристані. Того було переможено й страчено.
Спрямував зусилля на об'єднання каганату, навіть в автономному статус. 662 року під час походу на державу Куча обмовив перед китайським полководцем Су Хуачженом суперника Міше-шада, якого було вбито. Це призвело до повстання двох вождів дулу — Чупана і Тун-Ишбара, що перейшли на бік тибетського імператора Манронманцана. Імператор же призначив замість Міше-шада керувати сина останнього — Юанькін-шада.